# Котлов Іван Федорович
Котлов Іван Федорович (7 лютого 1874 - 29 грудня 1919) — робітник-революціонер, учасник боротьби за владу Рад на Україні, один з відомих діячів Харківської більшовицької організації.

## Життєпис
Народився 7 лютого 1874 року в селі Шликова Костромської губернії в сім'ї бідняка Розума Мироновича Смирнова. Був дванадцятою дитиною в сім'ї, тому вже з трирічного віку йому довелося збирати милостиню.
В подальшому його усиновила сім'я мисливця Котлова, давши хлопчикові прізвище та по батькові голови бездітної сім'ї. У 19 років він одружився з дочкою робочого Путилівського заводу і переїхав до Петербурга, де влаштувався вантажником у порту.
Переслідування за участь у страйку змушує його переїхати до Миколаєва і вже звідси в 1900 році його переводять, як неблагонадійного робітника, працювати до вагоноремонтної майстерні Крюкова, де він працює маляром, знайомиться з Григорієм Петровським і через два роки, в 1902 році, організовує в середовищі робітників вагоноремонтних майстерень підпільний соціал-демократичний гурток, який підтримує зв'язки з Іскрівською організацією Катеринослава, Миколаєва та Полтави.
В кінці 1903 року партійною організацією Кременчука були обговорені матеріали II з'їзду РСДРП. Члени соціал-демократичного гуртка Крюковських вагоноремонтних майстерень на чолі з Іваном Федоровичем Котлова та Григорієм Максимовичем Новохатським приєдналися до більшовиків. За завданням партійного комітету в грудні 1904 року Й. Ф. Казанів організував збір грошей для підтримки страйкуючих бакинських робітників. Одночасно він і його товариші готували робітників майстерень до страйку.

Колишній пам'ятник Котлову, що стояв у місті Харкові.

Брав активну участь в революції 1905—1907 років та за дорученням Кременчуцького комітету партії організовує на початку лютого 1905 року друкування листівок. Зусиллями жандармерії в 1915 році переводиться до міста Харкова, де знову продовжує підпільну роботу. Бере участь в організації Іванівського районного комітету РСДРП (б), брав участь у створенні загонів Червоної гвардії, в боротьбі за встановлення радянської влади в місті.
У революційні дні 1917 року був призначений комісаром вагонобудівного заводу.
Агітаційний поїзд, який агітував за встановлення Радянської влади складався з 5 вагонів, прикрашених червоними прапорами, плакатами і закликами; один вагон — бібліотека політичної літератури. З поїздом слідувала бойова дружина, пропагандистська група, до складу якої входили І. Ф. Котлов, А. К. Сербиченко, А. Г. Скороход, П. Ф. Лебедєв, І. Я. Грязєв та інші. Поїзд прямував за маршрутом Харків-Севастополь-Феодосія-Керч-Миколаїв-Кременчук-Полтава, влаштовуючи на станціях мітинги та збори трудящих, роз'яснюючи положення справ і політичні завдання моменту, роздаючи листівки, брошури та іншу політичну літературу. Підсумком роботи агітаційного поїзда було встановлення зв'язку між партійними організаціями РСДРП(б) на Україні.
У роки Радянсько-української війни (1917—1921) був призначений головою Південної і Донецької залізниці, але підірване в тюрмах здоров'я дало про себе знати і 29 грудня 1919 року він помер від висипного тифу.

## Пам'ять
- Вулиця Академіка Герасимовича в м. Кременчуці (до 2016 року);
- Палац культури і творчості в м. Кременчуці (до 2017 року)[1][2];
- Пам'ятник І. Ф. Котлову в м. Кременчуці, який розміщувався у міському сквері, в ході декомунізації був перенесений і перевстановлений на території Крюківського вагонобудівного заводу.